# Contea di Osage (Kansas)
La contea di Osage (in inglese Osage County) è una contea dello Stato del Kansas, negli Stati Uniti. La popolazione al censimento del 2020 era di 15 776 abitanti. Il capoluogo di contea è Lyndon